# 190333 Jirous
190333 Jirous este un asteroid din centura principală de asteroizi.

## Descriere
190333 Jirous este un asteroid din centura principală de asteroizi. A fost descoperit pe 23 septembrie 1998 la Observatorul Kleť de Miloš Tichý. Asteroidul prezintă o orbită caracterizată de o semiaxă mare de 2,98 ua, o excentricitate de 0,17 și o înclinație de 14,0° în raport cu ecliptica.